# Tilgungsträger
Als Tilgungsträger (auch Verrechnungsabkommen genannt) werden Sparformen und Kapitalanlagen bezeichnet, die verwendet werden, um ein endfälliges Darlehen zu tilgen. Als endfällige Kredite bezeichnet man Kredite, bei denen die Tilgung über die gesamte Laufzeit des Kredites ausgesetzt wird. Es werden also ausschließlich die Kreditzinsen bezahlt, die endfällige Tilgung erfolgt dann über den Tilgungsträger.
Dazu können unterschiedlichste Arten von Veranlagungsmöglichkeiten verwendet werden:
- Investmentfonds
- Aktiendepots
- Klassische Lebensversicherungen
- Fondsgebundene Lebensversicherungen
- Sonstige Sparprodukte

Der Tilgungsträger wird mit dem Ziel abgeschlossen, eine höhere Verzinsung zu erreichen, als für das ausgeliehene Kapital beim endfälligen Kredit bezahlt werden muss. Dadurch erhöht sich das Kapital im Tilgungsträger schneller, als das geschuldete Kapital getilgt wird.
Am Ende der Laufzeit sollte in jedem Fall mehr Kapital vorhanden sein, als für die Tilgung der Kreditschuld notwendig ist. Dieser Sicherheitsaufschlag sollte mit 10 bis 30 % gewählt werden, um unvorhergesehenen Mindererträgen vorzubeugen.
Tilgungsträger sind meistens langfristige Veranlagungsprodukte mit einer Laufzeit zwischen 10 und 25 Jahren. Deshalb können Wertpapiere mit größeren Schwankungsbreiten zumindest für die erste Hälfte der Zeit verwendet werden. Gegen Ende der Laufzeit ist es sinnvoll, Schritt für Schritt in risikoärmere Anlagemöglichkeiten zu wechseln, um die bereits vorhandenen Erträge abzusichern. Es ist notwendig, diese Möglichkeit bereits bei der Auswahl eines Produktes zu berücksichtigen.
Unter Umständen kann es sinnvoll sein, zu Beginn des Tilgungsträgers eine Einmalzahlung (zum Beispiel 12 Monatsraten) anzulegen, um den Zinseszinseffekt von Anfang an zu nützen. Es ist sinnvoll und möglich, einen Tilgungsträger ohne Kreditschuld zu besparen, wenn man in naher Zukunft plant, eine Investition zu tätigen, für die ein endfälliger Kredit verwendet werden soll. Dies verbessert die Aussicht, am Ende der Kreditlaufzeit das benötigte Kapital zur Verfügung zu haben sowie die Position gegenüber dem Kreditgeber. Im Fall von Banken sollte die Auswahl des Tilgungsträgers jedenfalls mit dem Berater abgestimmt werden.
Besonders wichtig ist es auf die zum Teil versteckten Kosten des Produkts zu achten, die während der Laufzeit abgezogen werden. Bei Investmentfonds ist dies die Verwaltungsvergütung, bei Lebensversicherungen der Anteil der Versicherungskosten, die Fondskosten und die Verwaltungsgebühren. Je nach Auswahl des Produkts werden auch Steuern fällig.

## Investmentfonds
- Aktienfonds – hohe Schwankungsbreiten, gute Ertragschancen.
- Garantiefonds – als Tilgungsträger nur bedingt geeignet, da Garantien Teile des Ertrags kosten.
- Dachfonds – zusätzliche Risikominimierung kostet meist erhebliche Teile des Ertrags.
- Indexfonds – wenn mehrere große weltweite Aktienindices als Basis verwendet werden eine kostengünstige Variante.
- Hedgefonds – hier droht der Totalverlust des Kapitals, also nur als Beimischung (5 – 10 % der Veranlagung) geeignet.

## Aktiendepots
Erfordern sehr viel an Zeitaufwand für deren Pflege und Auswahl der Wertpapiere. Die steuerliche Behandlung ist gegenüber Lebensversicherungen nachteilig. Wird eine Depotbank mit niedrigen Kosten ausgewählt, ist dies die Variante mit den höchsten möglichen Erträgen.

## Klassische Lebensversicherungen
Sind diese rein auf Anleihenbasis (Rentenbasis), dann ist die Ertragserwartung nicht sehr hoch. Die Schwankungsbreite ist je nach Gestaltung gering bis nicht vorhanden. Nur als Tilgungsträger geeignet, wenn sehr niedrige Ertragserwartungen ausreichen, um das geschuldete Kapital zu tilgen. Grundsätzlich ist die Lebensversicherung als Tilgungsträger nur dann zu empfehlen, wenn gravierende steuerliche Auswirkungen zu erwarten sind.

## Fondsgebundene Lebensversicherungen
Bestehend aus Aktien oder gemischt aus Aktien und Anleihen sind hier die Ertragserwartungen meist ausreichend. Diese Wahl ist steuergünstig und wird meist von Finanzberatern gewählt, da auf diese Weise ein zusätzliches Produkt mit großem Bonus für den Vermittler verkauft werden kann. Hier besteht meist die Möglichkeit gegen Ende der Laufzeit vorgezogene Auszahlungen, oder eine Umschichtung in risikolosere Anleihen- oder Geldmarktfonds vorzunehmen. Der Versicherungsanteil sollte für einen Tilgungsträger so niedrig wie möglich angesetzt werden, da die Versicherung sehr viel vom Ertrag kostet.

## Sonstige Sparprodukte
Wie etwa Versicherungssparprodukte, 10-jährige Bausparverträge etc.

## Auswahl
Bei der Entscheidung für eine bestimmte Art ist es besonders wichtig sich über folgende Punkte klar zu werden:
- Persönliche Risikobereitschaft
- Finanzielle Situation
- Ertragserwartung
- Zeitaufwand für Aktualisierung der Veranlagung während der Laufzeit
- Steuerliche Situation und steuerliche Konsequenzen der Auswahl einer bestimmten Veranlagung

Die nachfolgende Beispielrechnung spiegelt die Kapitalentwicklung bei einer regelmäßigen Einzahlung von monatlich 100,00 € und einer Verzinsung von 5,00 % / p. a. wider.
Einzahlungen in 25 Jahren:
30.000,00 € + Zinsertrag 28.823,58 € = Bruttoertrag 58.823,58 €
Der Zinseszinseffekt bewirkt gegen Ende der Laufzeit die höchsten Erträge. Eine endfällige Finanzierung mit Tilgungsträgern kann jedoch nur erfolgreich sein, wenn im Durchschnitt der Ertrag des Tilgungsträgers deutlich über den Kreditzinsen des geliehenen Kapitals liegt. Es ist möglich, die zu zahlenden Zinsen mit Hilfe von Zinscaps auf einem bestimmten Niveau abzusichern. (zum Beispiel maximal 3,0 % Zinsen für geliehenes Kapital)
Bei dem Verkauf wird oft auf das Risikopotential mancher Fondssektoren nicht entsprechend hingewiesen. Es ist unbedingt darauf zu achten, wie ein entsprechender Fonds investieren darf und nicht wie der Name es eventuell vorgeben könnte. Im Verkaufsprospekt kann man sich über die Möglichkeiten informieren wie ein Fonds investieren darf.
Die meisten Tilgungsträger sind auf Grund der steuerlichen Handhabung nur in diesem Bereich versierten Personen zu empfehlen. Insbesondere ist zu berücksichtigen, dass zum Beispiel in Deutschland, bei einigen Produkten die Kapitalertragsteuer bei der Auszahlung fällig werden kann. Bei unerfahrenen Anlegern ist unbedingt eine professionelle Beratung notwendig. Bei Anlegern, die nicht sonderlich viel über die eigene Finanzsituation wissen, ist sogar eine professionelle Finanzplanung in Betracht zu ziehen.